# Stolen and Lost Travel Documents Database
Die Stolen and Lost Travel Documents Database (SLTD, englisch Datenbank verlorener und gestohlener Reisedokumente) ist eine im Jahr 2002 von Interpol eingerichtete und seither laufend aktualisierte Datensammlung. In ihr sollen die Interpol-Mitgliedsländer die Kenndaten aller Grenzübertrittsdokumente speichern, die sich nicht mehr im Besitz des berechtigten Inhabers befinden. Erfasst werden nicht nur abhandengekommene bereits individualisierte Dokumente, sondern vor allem auch abgängige Blanko-Vorlagen. Im Februar 2014 umfasste die SLTD rund 40 Millionen Datensätze aus 167 Ländern, die im automatisierten Direktabruf über das Interpol Global Communication System 24/7 weltweit für die Kontrolltätigkeit von Grenzkontrollstellen und Behörden zugänglich sind.
Eingeleitet wurde die aktive Mitwirkung der Mitgliedsländer durch die Resolution AG-2004-RES-02 der 73. Interpol-Generalversammlung im Jahr 2004, nachdem unter anderem die G8, die Europäische Union und die Zivilluftfahrtorganisation ICAO ihre Unterstützung erklärt hatten. Weitere Resolutionen der Interpol-Generalversammlungen im September 2005 und im September 2006 sowie Beschlüsse des Ministerrats der OSZE vom Dezember 2004 und vom Dezember 2006 bekräftigten die Bedeutung der SLTD. Die Speicherdauer der Datensätze wurde durch Beschluss der Interpol-Generalversammlung vom November 2012 auf zehn Jahre festgelegt.
Die SLTD startete im Jahr 2002 mit 12.000 Datensätzen, im Juli 2005 umfasste sie 7,5 Millionen, im Mai 2007 rund 14 Millionen Einträge aus 123 Ländern (und hatte bis dahin zu mehr als 5000 Treffern geführt), im November 2011 rund 30 Millionen Datensätze aus 161 Ländern und im Februar 2014 rund 40 Millionen Datensätze aus 167 Ländern. 
Die Datenbank zählte im Jahr 2013 rund 800 Millionen Abfragen, dabei wurden 60.000 Treffer erzielt. Stärkste Nutzer waren die USA (250 Millionen Abfragen im Jahr 2013), Großbritannien (120 Millionen) und die Vereinigten Arabischen Emirate (50 Millionen).
Deutschland übermittelte durch das Bundeskriminalamt erstmals am 4. November 2004 Daten an die SLTD, im Juli 2005 war ein deutscher Sachfahndungsbestand zu rund 1,25 Millionen Reisedokumenten dort erfasst. Mitgeteilt wurden jeweils nur Dokumentennummer und -typ, keine personenbezogenen Daten. Wegen dieses eingeschränkten Informationsgehalts der Übermittlungen verzichtete die Bundesrepublik darauf, Interpol besondere Beschränkungen zur Abfrageberechtigung aufzuerlegen.
Obwohl zwei Pässe als gestohlen in der Datei verzeichnet waren, gelangten zwei (andere) Personen damit in den Malaysia-Airlines-Flug 370, der am 8. März 2014 in Kuala Lumpur mit Ziel Peking startete und kurz darauf verlorenging. Auf der tagelang erfolglosen Suche nach dem Verbleib der Maschine wurde diese Tatsache publik. Interpol kritisierte die mangelhaften Passkontrollen und wies darauf hin, dass in Südostasien zahlreiche gestohlene europäische Pässe verkauft würden.